# Vanishing Act (ER)
Vanishing Act is de vierde aflevering van het vijfde seizoen van de televisieserie ER, die voor het eerst werd uitgezonden op 15 oktober 1998.

## Verhaal
Dr. Carter komt erachter dat zijn studente, Lucy Knight, nog steeds geen infuus kan aanleggen. Dit terwijl hij ervan uitging dat zij dat wel onder de knie had. Nu is hij boos op haar omdat zij dit verzwegen had.
Dr. Weaver krijgt een sollicitatiegesprek voor de functie van hoofd van de SEH.
Jeanie Boulet ontdekt dat een kandidaat voor een levertransplantatie weer aan het drinken is. Nu staat zij voor een dilemma: moet zij dit melden of niet? De kandidaat zweert dat hij maar eenmalig gedronken heeft maar Jeanie gelooft dit niet. Tevens vraagt zij aan dr. Ross of zij voor hem mag werken op de kinderafdeling. 
Dr. Benton heeft besloten om de gehoorproblemen van zijn zoon geheim te houden voor zijn collega’s.
Dr. Corday heeft een nieuwe baas, het is dr. Edson. Hij behandelt haar als een slaafje en dit valt haar zwaar tegen. Vooral om het feit dat zij meer ervaring heeft dan dr. Edson.

## Rolverdeling

### Hoofdrollen
- Anthony Edwards - Dr. Mark Greene
- Yvonne Zima - Rachel Greene
- George Clooney - Dr. Doug Ross
- Noah Wyle - Dr. John Carter
- Eriq La Salle - Dr. Peter Benton
- Laura Innes - Dr. Kerry Weaver
- Alex Kingston - Dr. Elizabeth Corday
- Matthew Glave - Dr. Dale Edson
- Sam Anderson - Dr. Jack Kayson
- Paul McCrane - Dr. Robert Romano
- John Aylward - Dr. Donald Anspaugh
- Gloria Reuben - Jeanie Boulet
- Kellie Martin - Lucy Knight
- Julianna Margulies - verpleegster Carol Hathaway
- Penny Johnson - verpleegster Lynette Evans
- Yvette Freeman - verpleegster Haleh Adams
- Dinah Lenney - verpleegster Shirley
- Laura Cerón - verpleegster Chuny Marquez
- Lily Mariye - verpleegster Lily Jarvik
- Gedde Watanabe - verpleger Yosh Takata
- Deezer D - verpleger Malik McGrath
- Brian Lester - ambulancemedewerker Brian Dumar
- Emily Wagner - ambulancemedewerker Doris Pickman
- Abraham Benrubi - Jerry Markovic
- Kristin Minter - Randi Fronczak
- Demetrius Navarro - Morales

### Gastrollen (selectie)
- Freda Foh Shen - audiologe
- Ashley Johnson - Dana Ellis
- Richard Gant - Mr. Lipson
- Tommy Hinkley - Mr. Ellis
- Jeff Cahill - Tony Fig
- Jermaine Montell - Bo
- Franc Ross - Naughton
- Claire Yarlett - Claudia Olson
- Yvette Cruise - Carmen